# Laurent Gounelle
Laurent Gounelle (* 10. srpna 1966 L'Haÿ-les-Roses) je francouzský spisovatel, odborník na neurolingvistické programování (NLP), autor knih o rozvoji osobnosti.

## Život a dílo
Po maturitě na Lycée Lakanal studoval ekonomii na Univerzitě Paříž IX, po promoci na Sorbonne Université pracoval krátký čas jako autorizovaný účetní, přednášel na seminářích pro manažery velkých firem. Později se věnoval humanitnímu studiu, především psychologii a filozofii. Vystudoval sociologii a filozofii na Kalifornské univerzitě v Santa Cruz. Účastnil se různých specializovaných školení ve Spojených státech amerických, v Evropě a Asii. Patnáct let byl konzultantem v oblasti lidských vztahů. Setkával se s významnými lékaři a léčiteli, s experty v oblasti neurologie a neurolingvistiky, se šamany nebo mudrci. Působil mimo jiné jako lektor osobního rozvoje na Université Clermont-Auvergne.
Svůj první román Muž, který chtěl být šťastný (L’Homme qui voulait être heureux) napsal v roce 2006, vyšel v roce 2008 a stal se ve Francii bestsellerem. Kniha byla přeložena do více než dvaceti jazyků. Román Bůh chodí po světě vždycky inkognito (Dieu voyage toujours incognito) obdržel v roce 2011 Corporate Novel Award. V roce 2019 napsal spolu s historičkou umění Camille Told knihu L'Art vous le rend bien.